# Championnats du monde de trampoline 1982
Navigation
Édition précédente Édition suivante
Les championnats du monde de trampoline 1982, douzième édition des championnats du monde de trampoline, ont eu lieu du 13 au 15 mai 1982 à Bozeman, aux États-Unis.

## Podiums
| Épreuves                                    | Or                                                                                | Argent                                                        | Bronze                                                                    |
| ------------------------------------------- | --------------------------------------------------------------------------------- | ------------------------------------------------------------- | ------------------------------------------------------------------------- |
| Hommes                                      |                                                                                   |                                                               |                                                                           |
| Trampoline par équipes résultats détaillés  | France Gilles Sogny Daniel Cola Laurent Mainfray Lionel Pioline                   | Royaume-Uni Richard Cobbing Nigel Rendell Carl Furrer         | Espagne José Vives Alfonso Gines Ignacio Ortiz Cruz Blanco                |
| Double Mini par équipes résultats détaillés | Australie Adrian Wareham Steve Evetts John Merritt Brett Austine                  | États-Unis Kevin Ekburg Terry Butler Karl Heger Steve Elliott | Canada Lutz Graske Manfred Schwedler Thorsten Hartmann Christian Pöllath  |
| Tumbling par équipes résultats détaillés    | États-Unis                                                                        | Canada                                                        | Afrique du Sud                                                            |
| Individuel résultats détaillés              | Carl Furrer (GBR)                                                                 | Glenn Kelly (AUS)                                             | John Ross (CAN)                                                           |
| Double Mini résultats détaillés             | Brett Austine (AUS)                                                               | Derick Lotz (RSA)                                             | Manfred Schwedler (FRG)                                                   |
| Tumbling résultats détaillés                | Steve Elliott (USA)                                                               | Tim Schlosser (USA)                                           | Ed Meadows (USA)                                                          |
| Synchro résultats détaillés                 | Stuart Ransom (USA) Mark Calderon (USA)                                           | Geoff Fogg (GBR) Alistair McCann (GBR)                        | Jurg Roth (SUI) Bernard Stadelmann (SUI)                                  |
| Femmes                                      |                                                                                   |                                                               |                                                                           |
| Trampoline par équipes résultats détaillés  | Allemagne de l'Ouest Susanne Hauser Ute Scheile Beate Kruswicki Esther Lindenlaub | Royaume-Uni Sue Shotton Andrea Holmes Krystyan Mcdonald       | Pays-Bas Jacqueline De Ruiter Marjo Van Diermen Anka Steinfort Diane Wong |
| Double Mini par équipes résultats détaillés | États-Unis                                                                        | Australie                                                     | Nouvelle-Zélande                                                          |
| Tumbling par équipes résultats détaillés    | États-Unis                                                                        | Canada                                                        | Afrique du Sud                                                            |
| Individuel résultats détaillés              | Ruth Keller (SUI)                                                                 | Susanne Hauser (FRG)                                          | Sue Shotton (GBR)                                                         |
| Double Mini résultats détaillés             | Christine Tough (CAN)                                                             | Gabi Dreier (FRG)                                             | Beth Fairchild (USA)                                                      |
| Tumbling résultats détaillés                | Jill Hollembeak (USA)                                                             | Kristi Laman (USA)                                            | Stacy Hansen (RSA)                                                        |
| Synchro résultats détaillés                 | Marjo Van Diermen (NED) Jacqueline De Ruiter (NED)                                | Ute Scheile (FRG) Ute Luxon-Czech (FRG)                       | Nadine Conte (FRA) Nathalie Treil (FRA)                                   |

## Tableau des médailles
| Rang | Nation               | Or | Argent | Bronze | Total |
| ---- | -------------------- | -- | ------ | ------ | ----- |
| 1    | États-Unis           | 6  | 3      | 2      | 11    |
| 2    | Australie            | 2  | 2      | 0      | 4     |
| 3    | Allemagne de l'Ouest | 1  | 3      | 1      | 5     |
| 3    | Royaume-Uni          | 1  | 3      | 1      | 5     |
| 5    | Canada               | 1  | 2      | 2      | 5     |
| 6    | France               | 1  | 0      | 1      | 2     |
| 6    | Pays-Bas             | 1  | 0      | 1      | 2     |
| 6    | Suisse               | 1  | 0      | 1      | 2     |
| 9    | Afrique du Sud       | 0  | 1      | 3      | 4     |
| 10   | Espagne              | 0  | 0      | 1      | 1     |
| 10   | Nouvelle-Zélande     | 0  | 0      | 1      | 1     |